# Twelagiri
Twelagiri is een bestuurslaag in het regentschap Banjarnegara van de provincie Midden-Java, Indonesië. Twelagiri telt 4349 inwoners (volkstelling 2010).